# Große Göhlenze und Fichtengrund
Das Naturschutzgebiet Große Göhlenze und Fichtengrund liegt südöstlich von Henzendorf, einem Ortsteil der Gemeinde Neuzelle, im Landkreis Oder-Spree in Brandenburg.
Das 267,8 ha große Gebiet steht seit dem 16. Mai 1990 unter Naturschutz. Es erstreckt sich nördlich von Pinnow und nordwestlich von Groß Drewitz, beide Ortsteile der Gemeinde Schenkendöbern. Südlich verläuft die B 320, nordöstlich erstreckt sich der 45 ha große Göhlensee.